# Площа Суднобудівників (Миколаїв)
У Вікіпедії є статті про інші площі з назвою Площа Суднобудівників
Площа Суднобудівників — площа в Центральному районі міста Миколаїв, утворена перетином вулиць Соборної і Ігоря Бедзая.

## Розташування
Площа утворена перетином вулиць Соборної і Ігоря Бедзая. Протяжність площі з півдня на північ становить 45 метрів, із заходу на схід — 64.

## Історія
Площа сформувалася у 1960-ті роки на місці колишньої Базарної площі. Первісний план забудови, спроєктований ще в 1950-ті роки, передбачав створення великої будівлі з колонами і шпилем, оточеної новобудовами, розташованими півколом. Проте після смерті Сталіна плани змінилися й у 1967 році за типовим проєктом спорудили Палац культури Суднобудівників (нині — Обласний палац культури).
До 1980-х років західна частина площі виходила на все ще існуючу Базарну площу, проте після спорудження у 1957—1960 році Центрального ринку історично торгова площа зазнала занепаду і згодом була остаточно ліквідована житловою забудовою і спорудженням дитячого містечка «Казка».

## Пам'ятки
- У будинку за адресою вулиця Соборна, 13 у 1970—1976 роках проживав народний артист України Василь Бурдик. Зі сторони Соборної вулиці на будинку встановлено меморіальну дошку.
- У будинку за адресою вулиця Соборна, 13/4 проживав Герой Радянського Союзу Гаврил Антонович Половченя. З внутрішньої сторони будинку встановлено меморіальну дошку.
- З південно-західної сторони площа виходить на дитяче містечко «Казка».
- З південної сторони розташовано Обласний палац культури, споруджений у 1967 році.
- У будинку за адресою вулиця Соборна, 12Б розташовується бібліотека для дітей № 2.

## Галерея

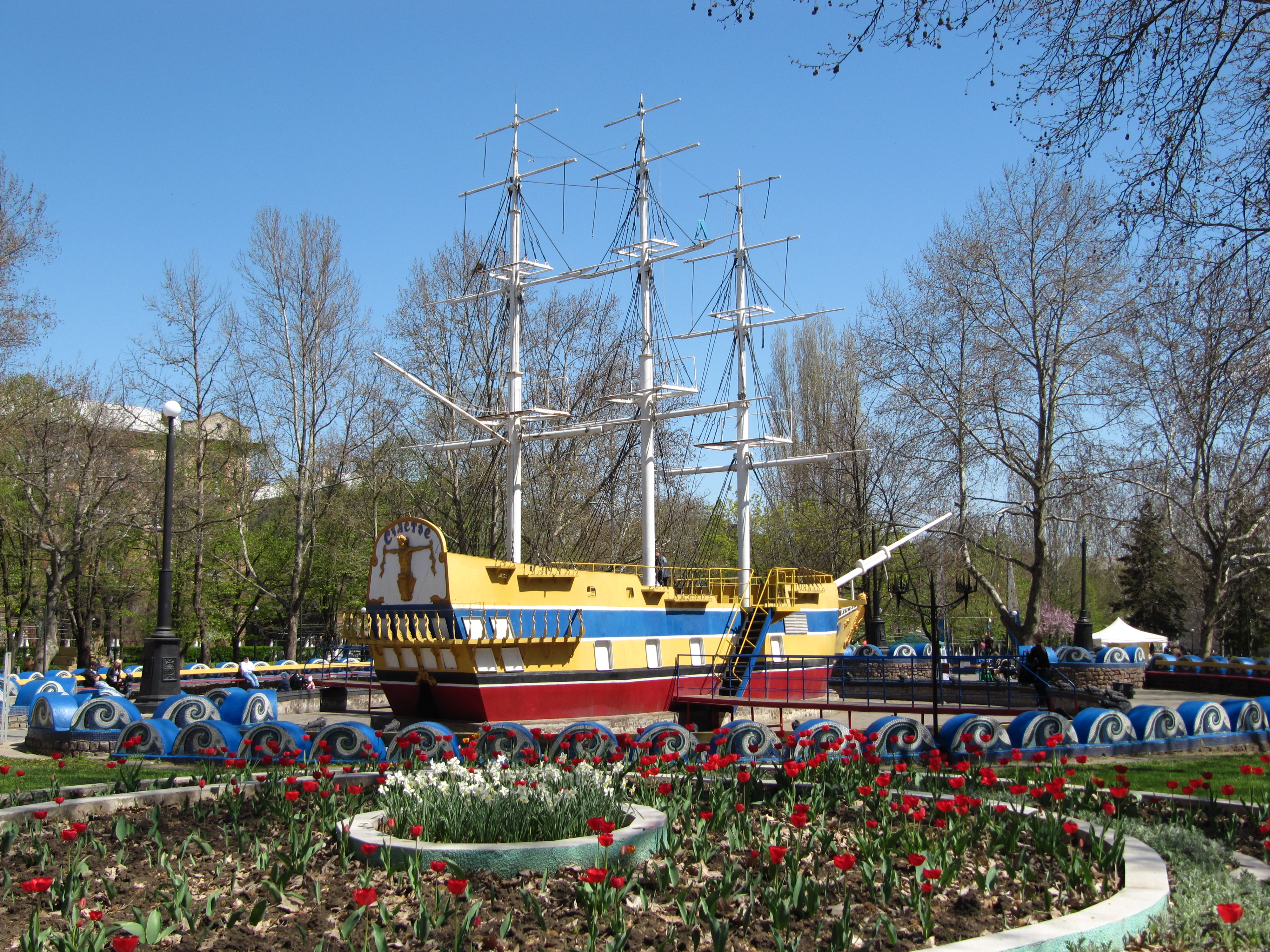
Дитяче містечко «Казка», казкова гавань
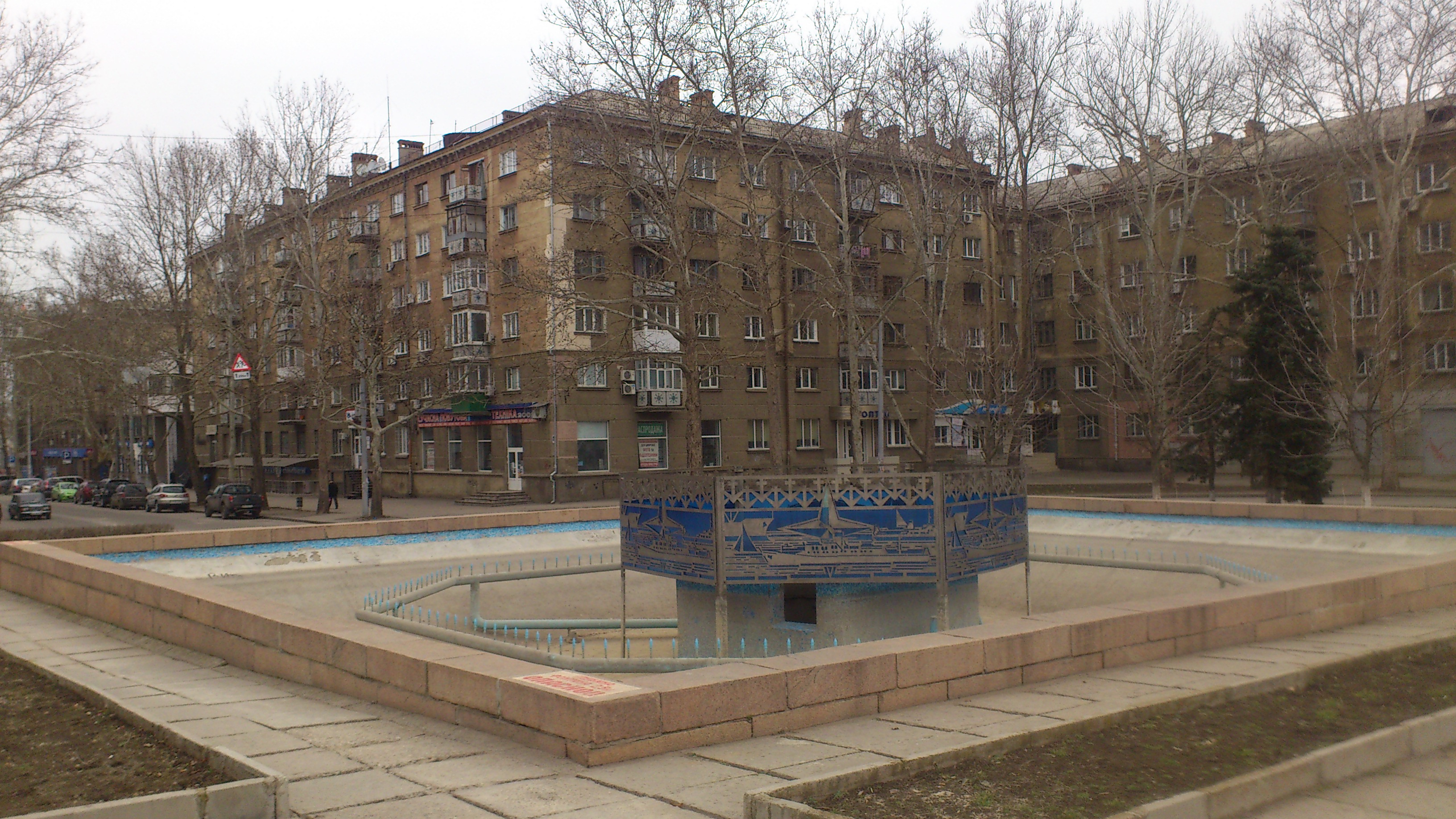
Фонтан в центрі площі, позади видно будинок, в якому проживав Г. А. Половченя
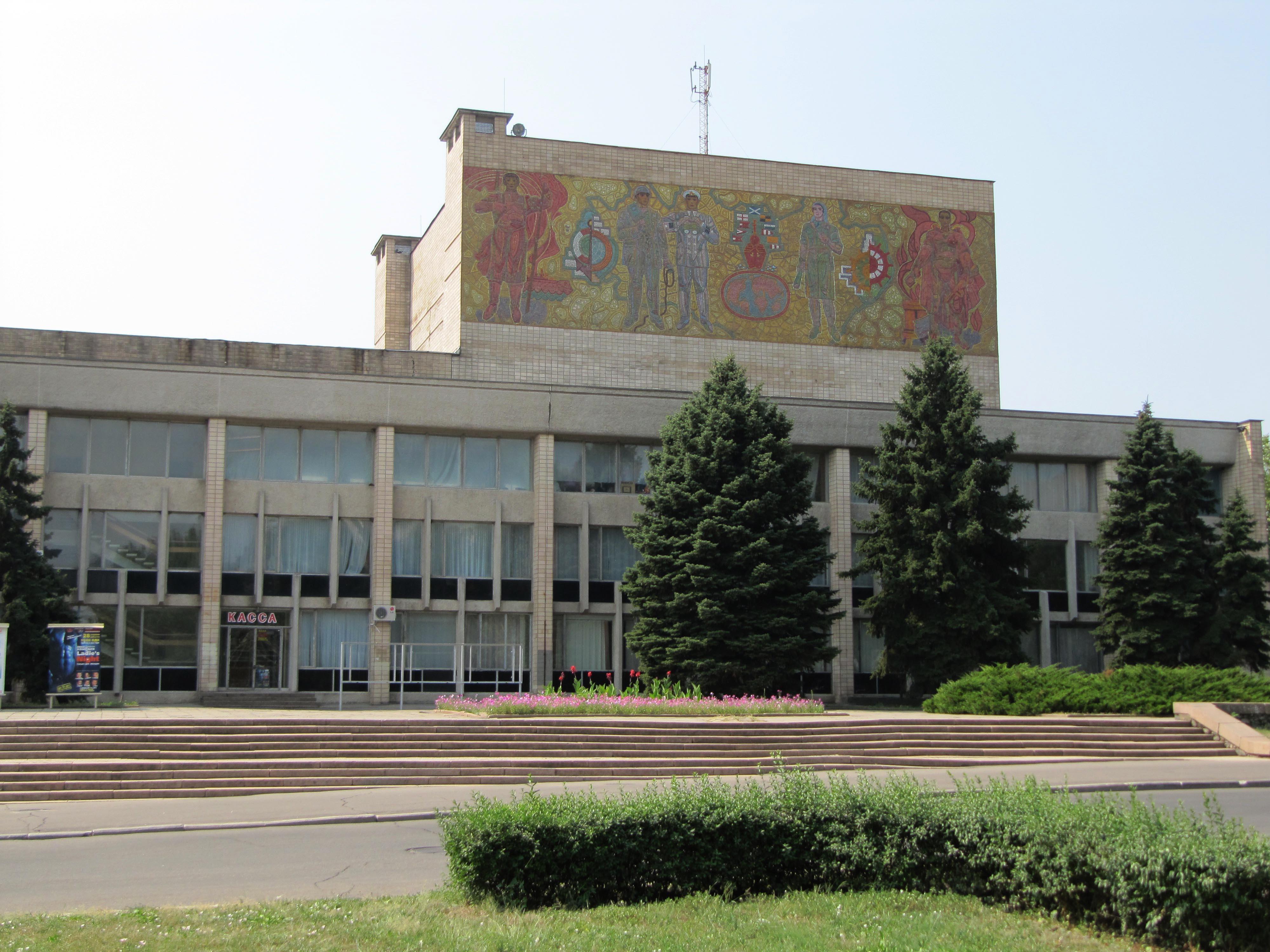
Обласний палац культури до реконструкції, 2014 рік
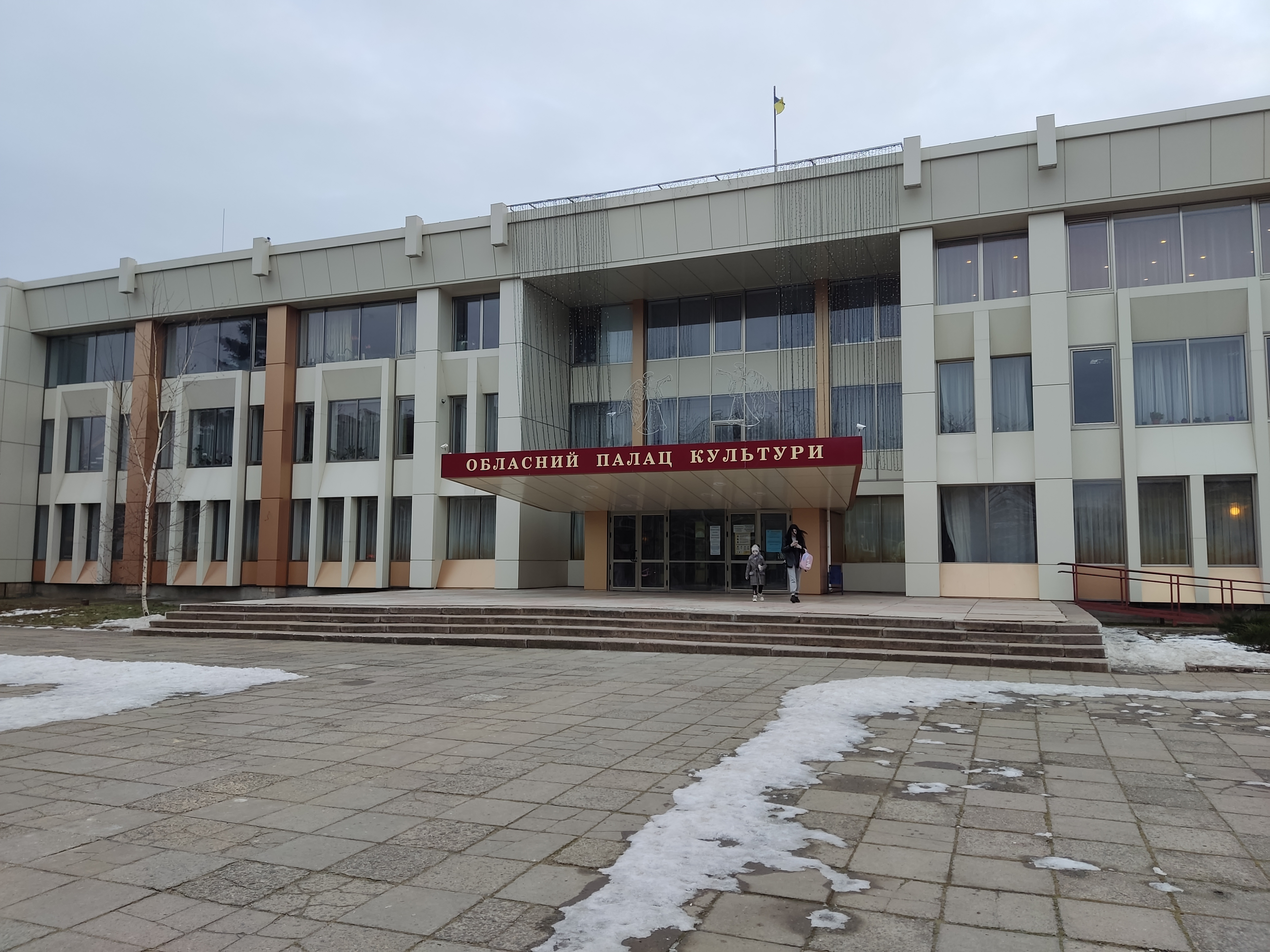
Обласний палац культури після реконструкції, 2022 рік